# Cybianthus antillanus
Cybianthus antillanus är en viveväxtart som först beskrevs av Carl Christian Mez, och fick sitt nu gällande namn av G.Agostini. Cybianthus antillanus ingår i släktet Cybianthus, och familjen viveväxter. Inga underarter finns listade i Catalogue of Life.